# Тернопольгаз
Тернопольгаз (укр. Тернопільгаз) - предприятие, обеспечивающее газоснабжение и газораспределение на территории Тернопольской области.

## История
Газификация Тернопольской области началась в соответствии с четвёртым пятилетним планом восстановления и развития народного хозяйства СССР. В 1948 году в Тернополе была создана производственно-эксплуатационная контора «Тернопольгаз», проложен первый газопровод от магистрального газопровода «Дашава — Киев», началось использование природного газа (в качестве топлива на городской котельной электростанции) и был газифицирован первый жилой дом.
В 1981 году была построена и введена в эксплуатацию Скалатская газонаполнительная станция производственной мощностью 24 тыс. тонн сжиженного природного газа в год.
После провозглашения независимости Украины производственное объединение «Тернопольгаз» было преобразовано в открытое акционерное общество.
После создания 16 июля 1996 года государственной акционерной холдинговой компании «Укргаз» предприятие перешло в ведение компании.
В августе 1997 года предприятие по газоснабжению и газификации ОАО «Тернопольгаз» было отнесено к категории предприятий, имеющих стратегическое значение для экономики и безопасности Украины.
После создания 25 мая 1998 года Национальной акционерной компании «Нафтогаз Украины» предприятие перешло в ведение компании.
В 1999 году в Тернопольской области начали монтаж газопроводов с использованием полиэтиленовых труб.
После создания в 2000 году компании «Газ Украины» «Тернопольгаз» было передано в ведение ДК «Газ Украины».
В июле 2002 года в составе «Тернопольгаз» была создана единственная на территории Украины сервисная станция по техобслуживанию оборудования для сварки полиэтиленовых газопроводов.
В 2003 году «Тернопольгаз» осуществил газификацию села Новостав в Шумском районе, которое стало 500-м газифицированным населённым пунктом области.
В дальнейшем, «Тернопольгаз» за счёт средств, выделенных НАК «Газ Украины» построило и 23 марта 2006 года — ввело в строй подводный газопровод длиной 13,1 км, что позволило газифицировать ещё четыре села Теребовлянского района области (Ласковцы, Романовка, Могильница и Вербовцы).
Начавшийся в 2008 году экономический кризис привёл к кризису неплатежей за поставки газа и осложнил положение «Тернопольгаз».
В июне 2009 года на баланс «Тернопольгаз» передали дополнительные распределительные газопроводы, ранее находившиеся в государственной собственности.
28 октября 2010 года был введён в эксплуатацию газопровод Иванковцы - Катериновка - Рыбча длиной 4,6 км, строительство которого продолжалось с 2003 года. В результате, были газифицированы сёла Катериновка и Рыбча Кременецкого района области.
17 июля 2014 года Кабинет министров Украины принял решение о продаже 25 % оставшихся в государственной собственности акций ОАО «Тернопольгаз».
В связи с ростом отпускных цен на природный газ в 2014 — 2015 годы и последовавшим сокращением потребления и кризисом неплатежей, весной 2016 года положение предприятия осложнилось.